# Диспач (катер)
«Диспач» — парусный катер Балтийского флота Российской империи, построенный в Англии и находившийся в составе флота с 1796 по 1805 год. Принимал участие в войнах с Францией 1792—1797, 1798—1800 и 1804—1807 годов в качестве крейсерского и конвойного судна, в том числе базируясь в английских портах, также во время службы принимал участие в практических плаваниях флота в Балтийское море. Разбился в 1805 году в районе острова Рюген.

## Описание судна
Парусный катер с деревянным корпусом, водоизмещение судна составляло 365 тонн, длина по палубе по сведениям из различных источников — 29,26—29,3 метра, ширина — 9,3—9,6 метра, а осадка — 3,9 метра. Вооружение судна в разное время составляли от 18 до 20 орудий, а экипаж состоял из 130 человек. Катер нёс парусное вооружение брига.

## История службы
Катер «Диспач» был построен на английских верфях в 1795 году и 5 (16) мая 1796 года по личному распоряжению императрицы Екатерины II был приобретен вице-адмиралом П. И. Ханыковым у английского правительства и включён в состав Балтийского флота России.
Принимал участие в войне с Францией 1792—1797 годов. В кампанию 1796 года с мая по сентябрь находился в Англии в составе эскадры вице-адмирала П. И. Ханыкова и периодически выходил оттуда в крейсерские плавания в Северное море, в том числе до острова Тессел. 24 сентября (5 октября) в составе той же эскадры ушёл с Ширенского рейда и 1 (12) октября прибыл в Копенгаген. 24 октября (4 ноября) вышел в крейсерское плавание в Северное море в составе эскадры контр-адмирала М. К. Макарова и 15 (26) ноября прибыл на Норский рейд. До конца мая следующего 1797 года остался в Англии в составе отряда под командованием М. К. Макарова и периодически участвовал в крейсерских плаваниях в Северном море. 31 мая (11 июня) вместе с другими кораблями отряда вышел из Ярмута и 16 (27) июня прибыл в Кронштадт, по дороге посетив Копенгаген. Из Кронштадта катер ушёл к Ревель, куда прибыл 30 июля (10 августа).
Принимал участие в войне с Францией 1798—1800 годов. В кампанию 1798 года с 29 мая (9 июня) по 9 (20) июня в составе эскадры контр-адмирала М. К. Макарова совершил переход из Ревеля в Копенгаген. 19 (30) июня вышел в пролив Каттегат в составе эскадры, конвоировавшей транспортные суда с войсками. 3 (14) июля русская эскадра встретилась с английской, вместе с которой ушла в крейсерское плавание в Северное море. До июня 1800 года катер вновь находился в английских портах и периодически участвовал в крейсерских плаваниях в Северном море, которые осуществлялись с целью блокады французского и голландского побережья. С 19 июня (1 июля) по 9 (21) июля в составе эскадры совершил переход из Портсмута в Ревель, а затем 21 июля (21 августа) пришёл в Кронштадт.
После войны в 1801 году крейсировал в районе Гогланда для наблюдения за маневрами английского флота. В том же году на катере из России в Англию был доставлен курьер, после чего он вернулся в Кронштадт. В кампании 1802 и 1803 годов «Диспач» принимал участие в практических плаваниях эскадр кораблей флота в Балтийском море до острова Борнгольм. Также в кампании этих лет с борта катера велись астрономические исследования, направленные на определения местоположения прибрежных портов.
Принимал участие в войне с Францией 1804—1807 годов. В кампанию 1805 года принимал участие в конвоировании транспортных судов с войсками из Ревеля в Померанию.
5 (17) октября 1805 года во время одного из плаваний с транспортными судами, предназначавшимися для десантных войск, шёл во главе отряда под флагом контр-адмирала Г. А. Сарычева. У острова Рюген был застигнут сильным юго-восточным ветром, который вынудил экипаж встать на якоря в районе местечка Виттово. Однако катер был сорван с якорей и для спасения судна контр-адмиралом Г. А. Сарычевым было принято решение срубить мачты, но даже после этого оно продолжило дрейфовать и вечером было вынесено на мель. Катер повернулся поперёк волн и его начало бить о грунт и перемещать по мели. После того, как трюмы катера наполнились водой, его развернуло носом к берегу, он занял более устойчивое положение и экипажу удалось обнаружить землю по курсу.
Судовой медик добрался вплавь до берега, где на утро следующего дня смог прислать людей из посёлка на помощь. Увидев на рассвете людей на берегу с катера спустили ялик с тремя членами экипажа на борту, которым удалось добраться до земли и закрепить веревку между берегом и судном. С её помощью всем членам экипажа удалось на гребных судах переправиться на берег, а затем пешком добраться до посёлка, в котором встретиться с ранее отправленным на берег медиком.
В связи с тем, что корпус катера находился в хорошем состоянии, за 16000 талеров был нанят мастер для его снятия с мели, однако работы по спасению судна не увенчались успехом и спасти удалось только некоторые предметы, из находившегося на борту судового имущества.

## Командиры судна
Командирами катера «Диспач» в разное время в звании капитан-лейтенантов служили:
- И. А. Игнатьев (1796—1797 годы)[14];
- Л. В. Спафарьев (1798—1799 годы)[15];
- Д. А. Лукин (1800 год)[16];
- С. И. Миницкий (1801 год)[17];
- Е. Е. Симме (1802 год)[комм. 4][19];
- А. П. Косливцев (1803—1805 годы)[20].